# Segnaletica stradale nel Regno Unito
I segnali stradali nel Regno Unito sono regolati dal The Traffic Signs Regulations and General Directions 2016 (Regolamento del Codice della strada inglese, modificato nel 2002) e sono installati lungo il ciglio della strada sul lato sinistro della carreggiata (vista la guida a sinistra di regola nell'isola). I segnali stradali britannici sono suddivisi in segnali di pericolo, di regolamentazione, per passaggi a livello, di indicazione, segnali per bus, biciclette e pedoni, segnaletica orizzontale, segnali di indicazione per strade principali e non, segnali di indicazione turistica, segnali per attività turistiche, segnali di confine, segnali per autostrade e segnali temporanei.
Se vi è del testo nei segnali, questo è in lingua inglese in ogni parte del Regno Unito, mentre ci possono essere dei pannelli complementari o scritte aggiuntive anche in dialetti locali. Nel Galles, molti segnali sono bilingui in inglese e in gallese, e nella Scozia, alcuni segnali sono bilingui in inglese e in gaelico scozzese.
Il complesso della moderna segnaletica stradale nel Regno Unito venne disegnato per la prima volta da Jock Kinneir e da Margaret Calvert nel 1965.

## Segnali di pericolo
I segnali di pericolo nel Regno Unito hanno sfondo bianco ed una classica forma triangolare.
| Segnale britannico | Significato                                                                                 | Spiegazione |
|                    | Preavviso di fermarsi e dare precedenza                                                     | Preavvisa un incrocio in cui è necessario fermarsi e dare precedenza in corrispondenza della linea orizzontale sita alla distanza indicata dal segnale.                                                            |
|                    | Preavviso di dare precedenza                                                                | Preavvisa un incrocio in cui è necessario dare precedenza in corrispondenza della linea orizzontale sita alla distanza indicata dal segnale.                                                                       |
|                    | Intersezione con strada che non ha priorità                                                 | Presegnala un incrocio con una strada di minore importanza in cui si ha la precedenza sui veicoli provenienti sia da destra che da sinistra.                                                                       |
|                    | Intersezione con priorità sulla strada secondaria a destra ed a sinistra a livelli sfalsati | Presegnala un incrocio con strade di minore importanza che non hanno diritto di precedenza e che si immette da sinistra e da destra su livelli sfalsati.                                                           |
|                    | Intersezione con priorità sulla strada secondaria a destra                                  | Presegnala un incrocio a T con una strada di minore importanza che non ha diritto di precedenza e che si immette da destra.                                                                                        |
|                    | Intersezione con priorità su una strada entrante da sinistra                                | Presegnala un incrocio con corsia di accelerazione od una confluenza sul lato sinistro della carreggiata. |
|                    | Intersezione a T sulla sinistra                                                             | Presegnala un incrocio a T con una strada di minore importanza che non ha diritto di precedenza e che si immette da sinistra.                                                                                      |
|                    | Intersezione con circolazione rotatoria                                                     | Segnala, sulle strade urbane e extraurbane, una intersezione regolata da circolazione rotatoria. |
|                    | Ridurre la velocità                                                                         | Indica di ridurre la velocità per mutamenti nella geometria della strada. |
|                    | Curva pericolosa a destra                                                                   | Presegnala un tratto di strada non rettilineo pericoloso per la limitata visibilità o per caratteristiche del tracciato (curva stretta a destra).                                                                  |
|                    | Curva pericolosa a sinistra                                                                 | Presegnala un tratto di strada non rettilineo pericoloso per la limitata visibilità o per caratteristiche del tracciato (curva stretta a sinistra).                                                                |
|                    | Intersezione con priorità su strade entranti da sinistra in curva                           | Presegnala un incrocio con strade provenienti dal lato sinistro della carreggiata e che si immettono nella carreggiata principale in curva.                                                                        |
|                    | Intersezione con priorità su strade entranti da destra in curva                             | Presegnala un incrocio con strade provenienti dal lato destro della carreggiata e che si immettono nella carreggiata principale in curva.                                                                          |
|                    | Doppia curva pericolosa, la prima a sinistra                                                | Presegnala una doppia curva, di cui la prima a sinistra. |
|                    | Doppia curva pericolosa, la prima a destra                                                  | Presegnala una doppia curva, di cui la prima a destra. |
|                    | Velocità massima in curva                                                                   | Indica la velocità massima da tenersi in curva. |
|                    | Delineatore di curva                                                                        | Indica l'andamento della curva in cui è installato. |
|                    | Strettoia simmetrica                                                                        | Segnala un restringimento pericoloso della carreggiata su entrambi i lati. |
|                    | Strettoia asimmetrica a destra                                                              | Segnala un restringimento pericoloso della carreggiata posto sul lato destro. |
|                    | Strettoia asimmetrica a sinistra                                                            | Segnala un restringimento pericoloso della carreggiata posto sul lato sinistro. |
|                    | Fine della strada a doppia carreggiata                                                      | Segnala un tratto di strada diviene a carreggiata unica per due sensi di marcia. |
|                    | Doppio senso di circolazione                                                                | Segnala un tratto di strada che da senso unico diventa a doppio senso. |
|                    | Doppio senso di circolazione nella strada che si incrocia                                   | Segnala un tratto di strada che a doppio senso di circolazione nella strada che si incontrerà più avanti. |
|                    | Discesa pericolosa                                                                          | Presegnala un tratto di strada in discesa secondo il senso di marcia. La pendenza è espressa in percentuale. |
|                    | Salita ripida                                                                               | Presegnala un tratto di strada in forte salita secondo il senso di marcia. La pendenza è espressa in percentuale.                                                                                                  |
|                    | Ponte a schiena d'asino                                                                     | Presegnala un ponte a schiena d'asino accentuata. |
|                    | Ponte mobile                                                                                | Presegnala una struttura stradale mobile comunque manovrabile. |
|                    | Galleria                                                                                    | Presegnala una galleria. |
|                    | Altezza massima disponibile                                                                 | Indica l'altezza massima della strada nel punto in cui è installato il segnale (di norma in cima a gallerie o sottopassaggi). Le misure riportate sono in base alle unità di misura imperiali o a quelle metriche. |
|                    | Altezza massima disponibile alla cima del ponte                                             | Indica l'altezza massima della strada alla cima dell'arco di un ponte che si incrocia più avanti lungo la strada. Le misure riportate sono in base alle unità di misura imperiali o a quelle metriche.             |
|                    | Semaforo                                                                                    | Presegnala un impianto semaforico posto su strade sia urbane che extraurbane. |
|                    | Semaforo funzionante solo in determinati orari                                              | Presegnala un impianto semaforico posto su strade sia urbane che extraurbane che è attivo solo in determinati orari e non per tutta la giornata.                                                                   |
|                    | Attraversamento pedonale                                                                    | Segnala l'avvicinarsi di un passaggio pedonale segnalato sulla carreggiata. |
|                    | Pedoni                                                                                      | Segnala la possibilità di incontrare pedoni sulla carreggiata. |
|                    | Anziani o disabili sulla carreggiata                                                        | Segnala la possibilità di incontrare persone anziane o disabili che attraversano la carreggiata. |
|                    | Bambini                                                                                     | Segnala luoghi frequentati da bambini, come le scuole, i giardini pubblici, i campi di gioco e simili. |
|                    | Attraversamento di animali domestici                                                        | Presegnala un tratto di strada con probabile improvvisa presenza od attraversamento di animali domestici. |
|                    | Attraversamento di pecore                                                                   | Presegnala un tratto di strada con probabile improvvisa presenza od attraversamento di pecore. |
|                    | Attraversamento di cavalli                                                                  | Presegnala un tratto di strada con probabile improvvisa presenza od attraversamento di cavalli. |
|                    | Cavalieri                                                                                   | Segnala la possibilità di incontrare persone che esercitano l'equitazione sulla carreggiata. |
|                    | Veicoli trainati da animali                                                                 | Segnala la possibilità di incontrare veicoli trainati da animali sulla carreggiata. |
|                    | Attraversamento di animali selvatici                                                        | Presegnala un tratto di strada con probabile improvvisa presenza od attraversamento di animali selvatici. |
|                    | Attraversamento di animali migratori                                                        | Presegnala un tratto di strada con probabile improvvisa presenza od attraversamento di animali migratori quali rane o rospi.                                                                                       |
|                    | Attraversamento di piccoli animali selvatici                                                | Presegnala un tratto di strada con probabile improvvisa presenza od attraversamento di piccoli animali selvatici.                                                                                                  |
|                    | Griglia di attraversamento                                                                  | Presegnala una griglia di attraversamento per impedire il passaggio di animali. |
|                    | Presenza di mezzi agricoli                                                                  | Presegnala un tratto di strada in cui è possibile incontrare mezzi agricoli procedenti a ridotta velocità. |
|                    | Guado                                                                                       | Presegnala un guado. |
|                    | Provare i freni                                                                             | Indica di controllare i freni dopo aver attraversato un guado o prima di una discesa ripida. |
|                    | Rischio di ghiaccio                                                                         | Presegnala un tratto di strada soggetto a formazione di ghiaccio in seguito a temperature rigide. |
|                    | Sbocco su argine o molo                                                                     | Presegnala il pericolo di caduta in acqua. |
|                    | Fosso o canale lungo la strada                                                              | Presegnala la presenza di un fosso profondo od un canale lungo la strada. |
|                    | Strada deformata                                                                            | Segnala un tratto di strada in cattivo stato o con pavimentazione irregolare. |
|                    | Banchina cedevole                                                                           | Presegnala un tratto di strada con una banchina cedevole. |
|                    | Strada sdrucciolevole                                                                       | Presegnala un tratto di strada che in particolari condizioni climatiche od ambientali può diventare sdrucciolevole.                                                                                                |
|                    | Dosso o serie di dossi                                                                      | Segnala un'anomalia altimetrica convessa della strada che limita la visibilità o una serie di dossi artificiali.                                                                                                   |
|                    | Passaggio di aeroplani a bassa quota                                                        | Presegnala la possibilità di improvvisi forti rumori o abbagliamenti dovuti ad aeroplani a bassa quota. |
|                    | Passaggio di elicotteri a bassa quota                                                       | Presegnala la possibilità di improvvisi forti rumori o abbagliamenti dovuti ad elicotteri a bassa quota. |
|                    | Caduta massi                                                                                | Presegnala il pericolo di caduta massi dalla parete rocciosa soprastante a sinistra con possibile presenza di pietre sulla carreggiata.                                                                            |
|                    | Altri pericoli                                                                              | Segnala un pericolo diverso da quelli indicati negli altri segnali di pericolo. Può essere accompagnato da pannelli aggiuntivi che indicano la natura del pericolo in inglese.                                     |
|                    | Pericolo di uscita dei mezzi indicati con le luci lampeggianti                              | Segnala l'obbligo di arrestarsi, quando le luci sono lampeggianti, a causa dell'uscita di mezzi di soccorso o presso passaggi a livello, ponti mobili od aeroporti.                                                |
|                    | Vento laterale                                                                              | Presegnala la possibilità di forti raffiche di vento laterale. |
|                    | Attenzione a veicoli militari a bassa velocità                                              | Presegnala un tratto di strada in cui si possono incontrare veicoli militari che viaggiano a velocità bassa. |
|                    | Attenzione a veicoli lenti                                                                  | Presegnala un tratto di strada in salita in cui si possono incontrare veicoli a velocità bassa. |
|                    | Coda                                                                                        | Presegnala un tratto di strada in cui è in atto un forte rallentamento od una coda del traffico. |

## Segnali di regolamentazione
| Segnale britannico | Significato                                                                             | Spiegazione |
|                    | Fermarsi e dare la precedenza                                                           | Prescrive l'obbligo di arrestarsi in ogni caso in corrispondenza della striscia trasversale di arresto ad un incrocio e di dare precedenza.                                                 |
|                    | Dare precedenza                                                                         | Indica un incrocio in cui è necessario dare precedenza in corrispondenza della linea orizzontale.                                                                                           |
|                    | Fermarsi per bambini                                                                    | Prescrive l'obbligo di arrestarsi per permettere ai bambini di entrare od uscire da scuola attraversando una strada. Il segnale è mostrato da un moviere.                                   |
|                    | Direzione obbligatoria a sinistra                                                       | Indica che la sola direzione consentita al conducente è quella di andare a sinistra. |
|                    | Direzione obbligatoria a destra                                                         | Indica che la sola direzione consentita al conducente è quella di andare a destra. |
|                    | Direzione obbligatoria a dritto                                                         | |
|                    | Preavviso di direzione obbligatoria a sinistra                                          | Preavvisa che la sola direzione consentita al conducente è quella di andare a sinistra. |
|                    | Preavviso di direzione obbligatoria a destra                                            | Preavvisa che la sola direzione consentita al conducente è quella di andare a destra. |
|                    | Passaggio obbligatorio a sinistra                                                       | Obbliga i conducenti a passare a sinistra dell'ostacolo come un cantiere, uno spartitraffico, un salvagente o un'isola di traffico.                                                         |
|                    | Passaggio obbligatorio a destra                                                         | Obbliga i conducenti a passare a destra dell'ostacolo come un cantiere, uno spartitraffico, un salvagente o un'isola di traffico.                                                           |
|                    | Passaggio consentito a destra o sinistra                                                | Consente i conducenti a passare a destra o a sinistra dell'ostacolo come un cantiere, uno spartitraffico, un salvagente o un'isola di traffico.                                             |
|                    | Intersezione con percorso rotatorio obbligato                                           | Indica ai conducenti l'obbligo di circolare nel verso orario indicato dalle frecce attorno all'area di rotazione. È posto subito prima di una piazza dove si svolge circolazione rotatoria. |
|                    | Divieto di svoltare a destra                                                            | Vieta di svoltare a destra al prossimo incrocio. |
|                    | Divieto di svoltare a sinistra                                                          | Vieta di svoltare a sinistra al prossimo incrocio. |
|                    | Divieto d'inversione                                                                    | Vieta di effettuare un'inversione di marcia. |
|                    | Precedenza ai veicoli provenienti in senso inverso                                      | Prescrive di dare precedenza ai veicoli provenienti in direzione opposta in una strada a doppio senso che consente il passaggio di una sola fila di veicoli.                                |
|                    | Divieto di accesso                                                                      | Vieta di entrare in una strada accessibile invece in un altro senso. |
|                    | Divieto di transito                                                                     | Vieta a tutti i veicoli di entrare in una strada. |
|                    | Zona pedonale                                                                           | Indica l'inizio di una zona pedonale. |
|                    | Fine della zona pedonale                                                                | Indica la fine della zona pedonale. |
|                    | Divieto di circolazione a tutti i veicoli a motore                                      | Vieta il transito a tutti i veicoli a motore. |
|                    | Divieto di circolazione per i veicoli a motore tranne quelli a due ruote                | Vieta il transito a tutti i veicoli a motore eccetto quelli a due ruote. |
|                    | Divieto di circolazione per i motocicli                                                 | Vieta il transito a tutti i veicoli a motore con due ruote. |
|                    | Divieto di circolazione per i mezzi destinati al trasporto merci oltre il peso indicato | Vieta il transito ai veicoli da trasporto non adibiti al trasporto di persone con massa a pieno carico superiore alla misura indicata nel segnale.                                          |
|                    | Fine del divieto di circolazione per i mezzi destinati al trasporto merci               | Indica la fine del divieto di transito ai veicoli da trasporto non adibiti al trasporto di persone.                                                                                         |
|                    | Divieto di circolazione per gli autoarticolati                                          | Vieta il transito a tutti gli autoarticolati. |
|                    | Accesso vietato ai veicoli a trazione animale                                           | Vieta il transito ai veicoli a trazione animale. |
|                    | Accesso vietato agli animali da sella                                                   | Vieta il transito agli animali da sella. |
|                    | Divieto di circolazione per i caravan                                                   | Vieta il transito a tutti i veicoli con un caravan. |
|                    | Divieto di circolazione per i veicoli che trasportano merci esplosive                   | Vieta il transito ai veicoli che trasportano merci esplosive. |
|                    | Divieto di circolazione per i veicoli che trasportano merci pericolose                  | Vieta il transito ai veicoli che trasportano merci pericolose come esplosivi, benzina, materiali tossici o radioattivi.                                                                     |
|                    | Accesso vietato ai pedoni                                                               | Vieta il transito ai pedoni. |
|                    | Peso massimo sul ponte                                                                  | Vieta il transito ai veicoli aventi massa superiore a quella indicata in tonnellate al momento del transito su un ponte o altra struttura posta lungo la strada.                            |
|                    | Larghezza massima                                                                       | Vieta il transito ai veicoli aventi larghezza superiore a quella indicata nel sistema imperiale o in quello imperiale e metrico.                                                            |
|                    | Lunghezza massima                                                                       | Vieta il transito ai veicoli od ai complessi di veicoli di lunghezza superiore alla lunghezza indicata nel sistema imperiale.                                                               |
|                    | Altezza massima                                                                         | Vieta il transito ai veicoli aventi altezza superiore a quella indicata nel sistema imperiale o nel sistema imperiale ed in metri.                                                          |
|                    | Divieto di sorpasso                                                                     | Vieta di sorpassare i veicoli a motore con due o più ruote. |
|                    | Fermarsi per controlli                                                                  | Obbliga i conducenti all'arresto per i controlli specificati all'interno del segnale. |
|                    | Divieto di sosta                                                                        | Vieta la sosta, fermata prolungata (parcheggio) ai veicoli, in quei luoghi dove per regola generale non vige tale divieto, eccetto che per operazioni di carico e scarico.                  |
|                    | Divieto di fermata                                                                      | Vieta la sosta e la fermata o qualsiasi temporanea sospensione della marcia ai veicoli. |
|                    | Senso unico                                                                             | Segnala il termine del doppio senso di circolazione all'interno di una carreggiata. |
|                    | Sosta per carico e scarico                                                              | Indica che la zona indicata è riservata alle operazioni di carico e scarico. |
|                    | Zona a divieto di sosta                                                                 | Indica una zona in cui vige il divieto di sosta. |
|                    | Fine della zona a divieto di sosta                                                      | Indica la fine della zona in cui vige il divieto di sosta. |
|                    | Zona a divieto di sosta in determinati orari per autocarri                              | Indica una zona in cui vige il divieto di sosta per autocarri valido in determinati orari.                                                                                                  |
|                    | Fine della zona a divieto di sosta per autocarri                                        | Indica la fine della zona in cui vige il divieto di sosta per autocarri. |
|                    | Parcheggio consentito occupando parzialmente la banchina                                | Indica un parcheggio libero in cui è obbligatorio occupare parzialmente la banchina. |
|                    | Parcheggio consentito negli orari indicati occupando parzialmente la banchina           | Indica un parcheggio libero, consentito negli orari indicati, in cui è obbligatorio occupare parzialmente la banchina.                                                                      |
|                    | Parcheggio consentito occupando parzialmente la banchina in base ai segni orizzontali   | Indica un parcheggio libero in cui è obbligatorio occupare parzialmente la banchina seguendo la segnaletica orizzontale.                                                                    |
|                    | Fine del parcheggio consentito occupando parzialmente la banchina                       | Indica la fine del parcheggio libero in cui è obbligatorio occupare parzialmente la banchina.                                                                                               |
|                    | Parcheggio consentito occupando la banchina                                             | Indica un parcheggio libero in cui è obbligatorio occupare la banchina. |
|                    | Fine del parcheggio consentito occupando la banchina                                    | Indica la fine del parcheggio libero in cui è obbligatorio occupare la banchina. |
|                    | Velocità massima                                                                        | Indica la velocità massima in miglia orarie alla quale i veicoli possono procedere immediatamente dopo il segnale.                                                                          |
|                    | Applicazione dei limiti di velocità generali                                            | Indica la fine del limite sulla velocità massima alla quale i veicoli possono procedere e ripristina il consueto limite di velocità generale relativo alla strada percorsa.                 |
|                    | Velocità minima                                                                         | Indica la velocità minima, in miglia orarie, alla quale procedere. |
|                    | Fine velocità minima                                                                    | Indica la fine del tratto di strada interessato dal limite minimo di velocità. |
|                    | Zona a velocità limitata                                                                | Indica una zona in cui la velocità è limitata a 20 miglia orarie. |
|                    | Fine zona a velocità limitata                                                           | Indica la fine di una zona con velocità limitata ed il ripristino al limite di velocità indicato.                                                                                           |

## Segnali per passaggi a livello o attraversamenti tranviari
| Segnale britannico | Significato                                               | Spiegazione |
|                    | Passaggio a livello con barriere                          | Segnala un passaggio a livello con barriere ed è integrato con il pannello distanziometrico a tre barre rosse.                                                                                           |
|                    | Passaggio a livello senza barriere                        | Segnala un passaggio a livello senza barriere ed è integrato con il pannello distanziometrico a tre barre rosse.                                                                                         |
|                    | Attraversamento di tram                                   | Segnala attraversamento tranviario. |
|                    | Segnale con luci lampeggianti alternativamente            | Prescrive l'arresto in caso di accensione lampeggiante delle luci presso un passaggio a livello. |
|                    | Incrocio con un passaggio a livello senza barriere        | Segnala un passaggio a livello senza barriere ed invita quindi i conducenti alla massima prudenza, invitandoli a fermarsi immediatamente con l'avvicinarsi del treno.                                    |
|                    | Cavi elettrici ad alta tensione sospesi                   | Segnala la presenza della linea aerea di alimentazione ad alto voltaggio in corrispondenza del passaggio a livello.                                                                                      |
|                    | Passaggio a livello rialzato o ponte a schiena accentuata | Segnala la presenza di un passaggio a livello con piano stradale rialzato o di un ponte a schiena d'asino particolarmente accentuata che può essere toccato da veicoli particolarmente bassi e/o lunghi. |
|                    | Pannelli distanziometrici                                 | Indicano la distanza dal passaggio a livello per il quale vengono installati. |

## Segnali di indicazione
| Segnale britannico | Significato                                                           | Spiegazione |
|                    | Parcheggio                                                            | Indica un parcheggio autorizzato. Consente la sosta a tempo indeterminato salvo indicazioni differenti.                                                        |
|                    | Parcheggio per roulotte                                               | Indica un parcheggio per roulotte. |
|                    | Senso unico per pedoni                                                | Indica l'obbligo di seguire il senso della marcia nel percorrere il tratto di strada in cui è posto a piedi.                                                   |
|                    | Precedenza rispetto al traffico inverso                               | Indica la precedenza rispetto ai veicoli provenienti in direzione opposta in una strada a doppio senso che consente il passaggio di una sola fila di veicoli.  |
|                    | Sottopassaggio pedonale                                               | Indica un sottopassaggio pedonale. |
|                    | Rampa pedonale o per disabili in discesa                              | Indica una rampa pedonale o per disabili per scendere di livello.                                                                                              |
|                    | Cavalcavia pedonale                                                   | Indica un cavalcavia pedonale. |
|                    | Rampa pedonale o per disabili in salita                               | Indica una rampa pedonale o per disabili per salire di livello.                                                                                                |
|                    | Strada senza uscita                                                   | Indica una strada senza uscita per tutti i veicoli. |
|                    | Preavviso di strada senza uscita                                      | Preavvisa una strada senza uscita per tutti i veicoli. |
|                    | Preavviso di strada senza uscita                                      | Preavvisa una strada senza uscita per tutti i veicoli. |
|                    | Uscita di scampo                                                      | Indica una corsia demarcata in rosso-bianco seguita da un letto di ghiaia sul quale i conducenti, in caso di avaria dei freni, possono far fermare il veicolo. |
|                    | Strada a doppia carreggiata più avanti                                | Indica che la strada che si sta percorrendo diventerà a doppia carreggiata.                                                                                    |
|                    | Strada non percorribile dai veicoli a motore                          | Indica che la strada non è percorribile dai veicoli a motore.                                                                                                  |
|                    | Ospedale senza pronto soccorso                                        | Indica la presenza di una struttura ospedaliera non dotata di pronto soccorso nelle vicinanze ed invita ad evitare i rumori.                                   |
|                    | Ospedale con pronto soccorso                                          | Indica la presenza di una struttura ospedaliera dotata di pronto soccorso nelle vicinanze ed invita ad evitare i rumori.                                       |
|                    | Controllo di velocità                                                 | Indica un posto di rilevazione automatica della velocità. |
|                    | Controllo di velocità con segnale di velocità massima                 | Indica un posto di rilevazione automatica della velocità con indicato il limite massimo di velocità.                                                           |
|                    | Strada residenziale                                                   | Indica l'inizio di una zona residenziale. |
|                    | Fine della strada residenziale                                        | Indica la fine di una zona residenziale. |
|                    | Direzione ad una stazione della metropolitana di Londra               | Indica la direzione ad una stazione della metropolitana di Londra.                                                                                             |
|                    | Percorso per pedoni                                                   | Indica un percorso per pedoni. |
|                    | Percorso per pedoni con distanza                                      | Indica un percorso per pedoni con la distanza nel sistema imperiale.                                                                                           |
|                    | Direzione ad una stazione ferroviaria e della metropolitana di Londra | Indica la direzione ad una stazione ferroviaria e della metropolitana di Londra.                                                                               |
|                    | Direzione ad una stazione ferroviaria                                 | Indica la direzione ad una stazione ferroviaria. |
|                    | Inizio contea                                                         | Indica l'inizio di una contea (in questo caso Hertfordshire).                                                                                                  |

## Segnali per bus, tram e biciclette
| Segnale britannico | Significato                                 | Spiegazione                                                                                 |
|                    | Attraversamento ciclabile                   | Presegnala attraversamento di ciclisti contraddistinto da appositi segni sulla carreggiata. |
|                    | Divieto di circolazione alle biciclette     | Vieta il transito alle biciclette.                                                          |
|                    | Divieto di circolazione per gli autobus     | Vieta il transito agli autobus.                                                             |
|                    | Strada per autobus e biciclette             | Indica l'inizio di un percorso riservato agli autobus ed alle biciclette.                   |
|                    | Strada per tram                             | Indica l'inizio di un percorso riservato ai tram.                                           |
|                    | Strada per autobus e tram                   | Indica l'inizio di un percorso riservato agli autobus ed ai tram.                           |
|                    | Pista ciclabile                             | Indica l'inizio di un percorso riservato alle biciclette.                                   |
|                    | Percorso misto pedonale e ciclabile         | Indica l'inizio di un percorso riservato ai pedoni ed alle biciclette.                      |
|                    | Percorso ciclabile adiacente al marciapiede | Indica l'inizio di un percorso ciclabile contiguo al marciapiede.                           |
|                    | Parcheggio per biciclette                   | Indica un parcheggio riservato alle biciclette.                                             |
|                    | Corsia per biciclette                       | Indica una corsia riservata alle biciclette.                                                |
|                    | Corsia di autobus all'intersezione          | Indica la presenza di una corsia riservata agli autobus alla prossima intersezione.         |
|                    | Corsia di biciclette all'intersezione       | Indica la presenza di una corsia riservata alle biciclette alla prossima intersezione.      |
|                    | Fine di corsia di autobus                   | Indica la fine di una corsia riservata agli autobus.                                        |
|                    | Fermata di autobus                          | Segnala una fermata di autobus.                                                             |

## Segnali per autostrade
| Segnale britannico | Significato                                               | Spiegazione |
|                    | Autostrada                                                | Indica l'inizio di un'autostrada.                                                                                                   |
|                    | Intersezione verso un'autostrada                          | Indica la direzione da seguire per pervenire ad un'autostrada.                                                                      |
|                    | Preavviso intersezione autostradale                       | Indica la distanza, nel sistema imperiale, ad un'intersezione lungo un'autostrada, con il nome della destinazione.                  |
|                    | Intersezione autostradale                                 | Indica un'intersezione lungo un'autostrada, con i nomi delle destinazioni.                                                          |
|                    | Pannelli distanziometrici per l'uscita autostradale       | Sono posti rispettivamente a 300, 200 e 100 metri prima dell'uscita autostradale.                                                   |
|                    | Segnale di conferma autostradale                          | Indica i nomi delle destinazioni prossime e la relativa distanza, nel sistema imperiale, lungo l'autostrada che si sta percorrendo. |
|                    | Indicazione prossima area di servizio lungo un'autostrada | Indica la distanza, nel sistema imperiale, ad un'area di servizio lungo l'autostrada che si sta percorrendo.                        |
|                    | Area di servizio                                          | Indica la direzione ad un'area di servizio lungo l'autostrada.                                                                      |
|                    | Fine autostrada                                           | Indica la fine di un'autostrada. |
|                    | Piazzuola di fermata per veicoli in panne                 | Indica una piazzola dove è consentita la fermata di veicoli in panne.                                                               |
|                    | Fine del tratto con norme autostradali                    | Indica un tratto di strada in cui cessano le norme viabili autostradali (es. in un'area di servizio).                               |
|                    | Distanza minima                                           | Indica di seguire il veicolo che precede ad una distanza inferiore a quella indicata, in tacche sulla strada, sul segnale.          |
|                    | Numero d'intersezione (su segnale d'intersezione)         | Indica il numero di un'intersezione lungo l'autostrada.                                                                             |

## Segnali per cantieri
| Segnale britannico | Significato                                  | Spiegazione |
|                    | Lavori                                       | Presegnala cantieri di lavori in corso, depositi temporanei di materiale, presenza di macchinari adibiti ai lavori stradali.                           |
|                    | Ghiaia                                       | Presegnala la presenza di pietrisco, di materiale minuto o granaglia che può essere proiettato a distanza o scagliato in aria dai veicoli in transito. |
|                    | Asfalto bagnato                              | Presegnala la presenza di asfalto bagnato. |
|                    | Arrestarsi qui quando la luce rossa è accesa | Segnala l'obbligo di arrestarsi ad un impianto semaforico temporaneo quando la luce rossa è accesa.                                                    |
|                    | Assenza della corsia di emergenza            | Segnala l'assenza di una corsia di emergenza lungo un'autostrada per la un'estensione indicata nel sistema imperiale.                                  |
|                    | Guardare a sinistra                          | Segnala un obbligo per pedoni di guardare a sinistra a causa di un cantiere.                                                                           |
|                    | Deviazione per pedoni                        | Segnala una deviazione per pedoni a causa di un cantiere.                                                                                              |
|                    | Impianto semaforico guasto                   | Segnala il guasto di un impianto semaforico. |
|                    | Limite di velocità temporaneo                | Segnala un limite di velocità temporaneo a causa di un cantiere.                                                                                       |
|                    | Deviazione a destra                          | Segnala una deviazione a destra. |
|                    | Deviazione a sinistra                        | Segnala una deviazione a sinistra. |
|                    | Fine della deviazione                        | Segnala la fine di una deviazione. |
|                    | Traffico deviato                             | Segnala una deviazione per veicoli in transito. |

## Segnali informazioni turistiche
| Segnale britannico | Significato                                       | Spiegazione                                                                                         |
|                    | Distanza ad una ferrovia con treni a vapore       | Indica la distanza, nel sistema imperiale, ad una ferrovia con treni a vapore per turisti.          |
|                    | Distanza ad un giardino zoologico                 | Indica la direzione e la distanza, nel sistema imperiale, ad un giardino zoologico.                 |
|                    | Distanza ad un parco in miniatura                 | Indica la direzione e la distanza, nel sistema imperiale, ad un parco in miniatura.                 |
|                    | Distanza ad un ufficio di informazioni turistiche | Indica la direzione e la distanza, nel sistema imperiale, ad un ufficio di informazioni turistiche. |
|                    | Ufficio di turismo                                | Indica un ufficio di turismo.                                                                       |
|                    | Direzione ad una ferrovia con treni a vapore      | Indica la direzione ad una ferrovia con treni a vapore per turisti.                                 |
|                    | Distanza ad un castello medievale                 | Indica la distanza, nel sistema imperiale, ad un castello medievale.                                |
|                    | Distanza ad un campeggio                          | Indica la distanza, nel sistema imperiale, ad un campeggio.                                         |
|                    | Direzione ad un campeggio                         | Indica la direzione e la distanza, nel sistema imperiale, verso un campeggio.                       |
|                    | Distanza ad un ostello per la gioventù            | Indica la distanza, nel sistema imperiale, ad un ostello per la gioventù.                           |
|                    | Direzione ad un ostello per la gioventù           | Indica la direzione e la distanza, nel sistema imperiale, verso un ostello per la gioventù.         |
|                    | Distanza ad un'area picnic                        | Indica la distanza, nel sistema imperiale, ad un'area per picnic.                                   |
|                    | Direzione ad un'area picnic                       | Indica la direzione e la distanza, nel sistema imperiale, verso un'area per picnic.                 |
|                    | Direzione ad un museo                             | Indica la direzione verso un museo.                                                                 |
|                    | Sentiero pubblico                                 | Indica un sentiero pubblico per pedoni.                                                             |
|                    | Segnale turistico                                 | Indica alcune destinazioni d'interesse turistico all'interno di una stessa località.                |

## Pannelli integrativi
|  | Traffico in fila singola                                              | Indica l'obbligazione per traffico di andare in fila singola.                                                                                                |
|  | Strada unica                                                          | Indica una strada abbastanza larga per solo un veicolo. |
|  | Scuola                                                                | Indica la presenza di una scuola. |
|  | Parco giochi                                                          | Indica la presenza di un parco giochi. |
|  | Assenza del marciapiede                                               | Segnala l'assenza di un marciapiede per una lunghezza pari a quella indicata col sistema imperiale.                                                          |
|  | Disabili                                                              | Segnala la presenza di persone disabili che possono attraversare la strada.                                                                                  |
|  | Persone cieche                                                        | Segnala la presenza di persone non vedenti che possono attraversare la strada.                                                                               |
|  | Attraversamento pedonale rialzato                                     | Indica la presenza di un attraversamento pedonale rialzato.                                                                                                  |
|  | Mezzi agricoli                                                        | Indica la presenza di mezzi agricoli. |
|  | Ghiaccio                                                              | Indica la possibile presenza di ghiaccio. |
|  | Cumuli di neve                                                        | Indica la possibile presenza di cumuli di neve. |
|  | Banchina cedevole                                                     | Indica, per una lunghezza pari a quella indicata nel sistema imperiale, la presenza di una banchina cedevole.                                                |
|  | Dossi                                                                 | Indica, per una lunghezza di strada pari a quella indicata nel sistema imperiale, la presenza di dossi.                                                      |
|  | Dossi a destra                                                        | Indica, per una lunghezza di strada pari a quella indicata nel sistema imperiale, la presenza di dossi a destra.                                             |
|  | Dosso a destra                                                        | Indica, per una lunghezza di strada pari a quella indicata nel sistema imperiale, la presenza di un dosso a destra.                                          |
|  | Alianti                                                               | Indica la presenza di alianti. |
|  | Incidente                                                             | Indica la presenza di un incidente. |
|  | Nube di polvere                                                       | Indica la presenza di un nube di polvere. |
|  | Albero caduto                                                         | Indica la presenza di un albero caduto. |
|  | Strada accidentata per il gelo                                        | Indica una strada accidentata a causa del gelo. |
|  | Guado profondo                                                        | Indica la presenza di un guado profondo. |
|  | Riparazione di cavi aerei                                             | Indica la riparazione in corso a cavi elettrici aerei sulla strada.                                                                                          |
|  | Strada soggetta ad inondazione                                        | Indica che la strada è soggetta ad inondazione. |
|  | Fumo                                                                  | Indica la presenza di fumo. |
|  | Distanza                                                              | Segnala la presenza di una restrizione per una lunghezza di strada pari a quella indicata nel sistema imperiale.                                             |
|  | Distanza a una restrizione                                            | Presegnala la presenza di una restrizione per una distanza pari a quella indicata nel sistema imperiale.                                                     |
|  | Distanza a sinistra                                                   | Indica, per una lunghezza di strada pari a quella indicata nel sistema imperiale, la presenza di una restrizione a sinistra.                                 |
|  | Veicoli avvicinando nel medio della strada                            | Indica la presenza di veicoli avvicinando nel medio della strada.                                                                                            |
|  | Coda                                                                  | Presegnala un tratto di strada in cui è in atto un forte rallentamento od una coda del traffico.                                                             |
|  | Senso unico                                                           | Indica la presenza di un senso unico. |
|  | Superstrada                                                           | Indica la presenza di una superstrada. |
|  | Precedenza ai veicoli provenienti in senso inverso                    | Prescrive di dare precedenza ai veicoli provenienti in direzione opposta in una strada a doppio senso che consente il passaggio di una sola fila di veicoli. |
|  | Divieto di transito                                                   | Vieta a tutti i veicoli di entrare in una strada. |
|  | Eccetto per accesso                                                   | Segnala una eccezione per accesso ad edifici e terra prossima alla strada.                                                                                   |
|  | Divieto di circolazione per i veicoli che trasportano merci esplosive | Vieta il transito ai veicoli che trasportano merci esplosive.                                                                                                |
|  | Divieto di caricare di merci                                          | Vieta il caricando di merci. |
|  | Eccetto per autobus                                                   | Segnala una eccezione per autobus. |
|  | Eccetto per autobus locali                                            | Segnala una eccezione per autobus locali. |
|  | Eccetto per autobus e biciclette                                      | Segnala una eccezione per autobus e biciclette. |
|  | Fine                                                                  | Segnala la fine di una restrizione. |